# Alfred Hellerström
Josef Alfred Hellerström, född 19 mars 1863 i Stockholm, död 3 maj 1931 i Helsingborg, var en svensk arkitekt och stadsarkitekt i Helsingborg 1903–1928. Han var brorson till riksdagsmannen Sven Hellerström och far till läkaren Sven Hellerström.

## Biografi

### Barndom och uppväxt
Hellerström föddes i Stockholm som det sjunde barnet till snickaren Johan August Hellerström, illegitim son till Sven Abraham Hellerström, godsägare vid Marielund i Nättraby. Familjen levde först under knappa förhållanden i ett envåningshus i trä i kvarteret Barnhuskällaren på Norrmalm, men på 1870-talet ljusnade situationen och familjen kunde flytta in i en bostad på Nybrogatan på Östermalm med tillhörande trädgård och lusthus. Man hade dessutom haft råd att skaffa sig ett sommarhus. Hellerström studerade vid Östermalms läroverk och efter att ha genomgått femte klass sattes han i lära vid ett antal olika byggplatser i Stockholm, där han varvade det praktiska byggnadsarbetet med teoretisk undervisning. Han avlade byggmästarexamen 1882.

### Utbildning

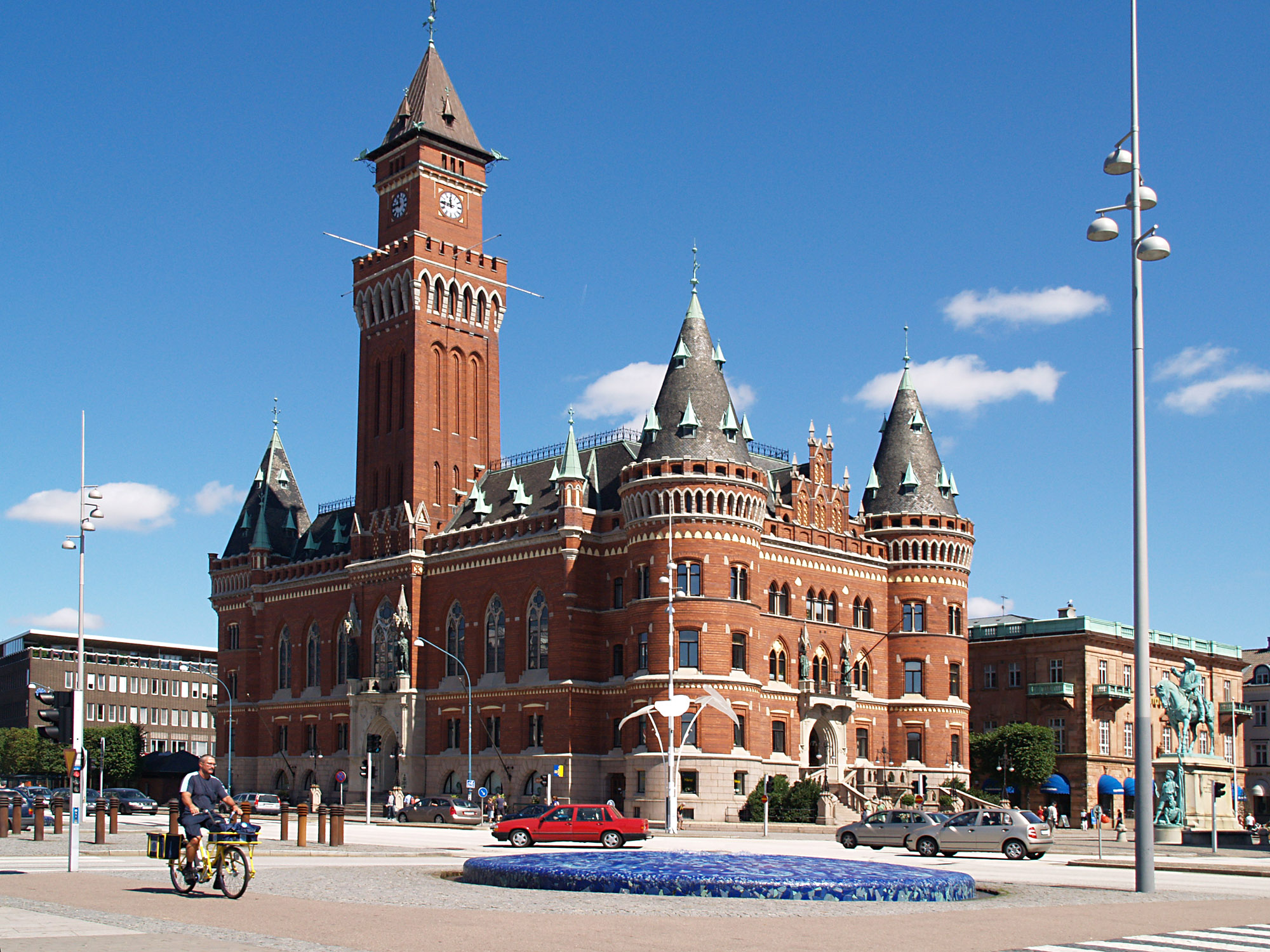
Helsingborgs rådhus (1897).

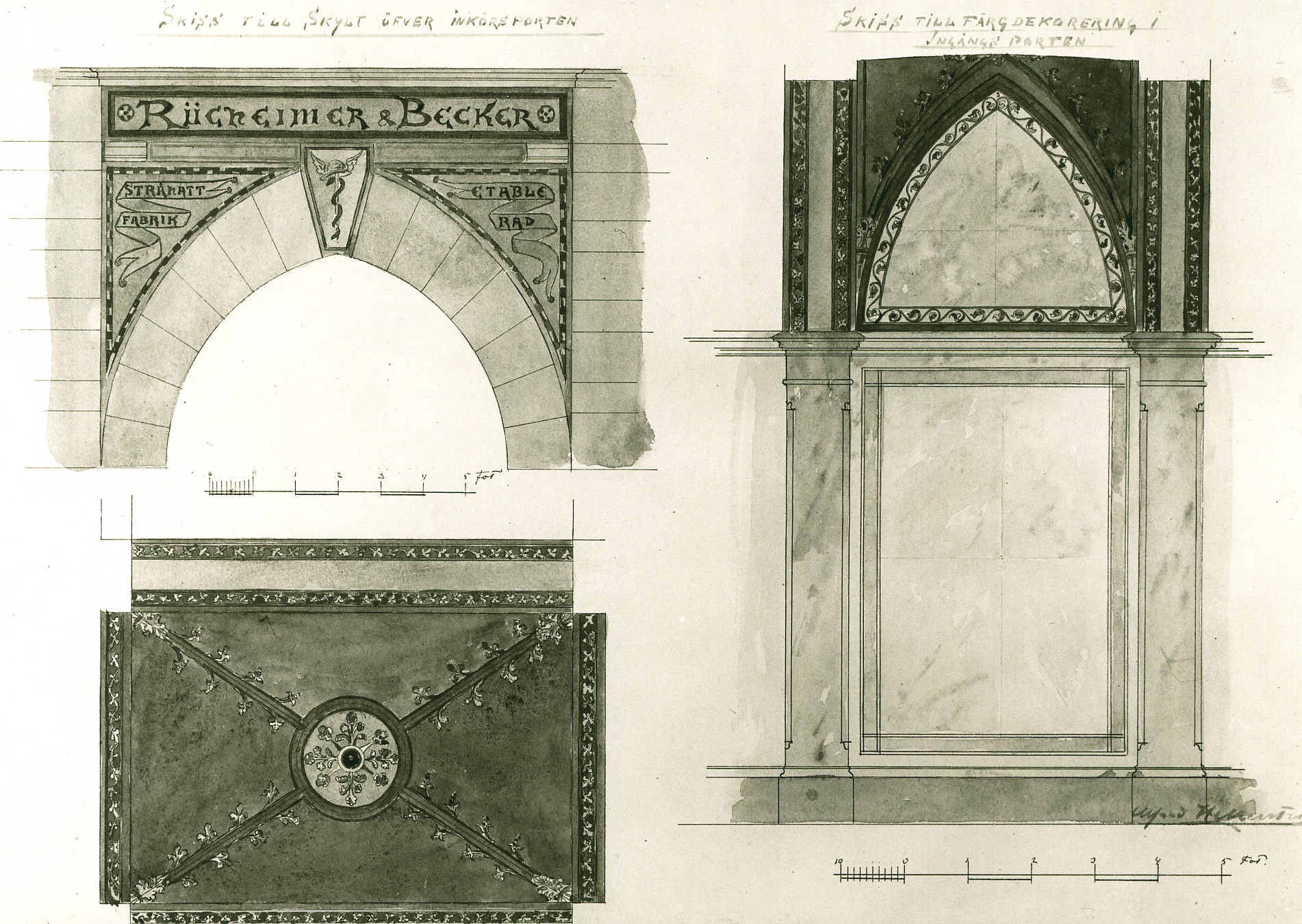
Rügheimer & Beckers stråhattfabrik, skisser för dekorationer av portal och entréhall utförda av Alfred Hellerström.

För att vidareutbilda sig vid Teknologiska institutet, numera Kungliga Tekniska högskolan (KTH), krävdes studentexamen, något som Hellerström saknade. Dock hade hans 20 år äldre bror, August Hellerström, som var en framstående bostadsarkitekt, goda kontakter inom Stockholms arkitektkår och Alfred antogs som extra elev. Efter en treårig utbildning, där han inom ämnet arkitektoniska kompositioner hade erhållit vitsordet "Berömlig", sökte Hellerström till arkitektutbildningens sista led, Kungliga Akademien för de fria konsterna. Än en gång stod bristen på studentexamen i vägen och därför erbjöd professorn vid Kungliga institutet, Magnus Isæus, sig att bekosta den tidigare elevens studier vid Wiens arkitekturskola. Dock förbjöds han att acceptera erbjudandet av sin far. Istället skickade Hellerström på inrådan av en gammal lärare en ansökan direkt till Kungl. Maj:t innehållande de goda betygen från KTH tillsammans med en stor rulle ritningsprover, varpå han antogs tack vare kunglig dispens.
Under sina studier arbetade Hellerström under ferierna på olika arkitektbyråer. Det enda undantaget var sommaren 1887, då han tillsammans med några studiekamrater gjorde en studieresa genom Tyskland, Schweiz och Frankrike. 1888 tog han examen med vitsordet "Med beröm godkänd" i arkitekturritning och ornamentritning. Dock saknade han betyg i arkitekturens historia och stillära, eftersom man ansåg att han saknade tillräcklig humanistisk förutbildning.

### Karriär
Efter examen fick Hellerström anställning vid arkitekt Carl Möllers ritbyrå och senare hos Ludvig Peterson. Han tjänstgjorde på kvällar och söndagar även som underlärare vid Tekniska skolan. I februarinumret av Tidning för Byggnadsväsendet 1889 utannonserades fyra tävlingar, varav Hellerström bestämde sig för att deltaga i tre: ett nytt rådhus i Helsingborg, en ny kyrka i samma stad och en ny sparbanksbyggnad i Kristinehamn. Han placerade sig i alla tre tävlingarna, fick en andraplats för sitt förslag till kyrka, en tredjeplats för sin bankbyggnad, men främst av allt vann han tävlingen om fasadritningar till Helsingborgs rådhus. Hellerströms ritningar visade ett nygotiskt rådhus i nordeuropeisk anda med rött förbländertegel och ett högt, centralt placerat klocktorn. I byggnaden hade han kombinerat inspirationer från både kampanilen i Venedig och Holstentor i Lübeck.
I Helsingborg fick Hellerström goda kontakter med två av stadens mest inflytelserika invånare, konsulerna Oscar Trapp och Petter Olsson. Särskilt kontakterna med Trapp gav honom flera prestigefyllda uppdrag i staden. Trapp var bland annat den drivande kraften i restaureringen av det förstörda försvarstornet Kärnan och till arkitekt utsågs Hellerström. Däremot var hans relation till den dåvarande stadsarkitekten, Mauritz Frohm, mycket kylig efter att Hellerström 1889, efter vinsten av rådhustävlingen, även gjorde ett förslag till fasad till det nya frimurarhuset i staden. Detta ersatte förslaget från Frohm, vilken sedan dess intog en oförsonlig attityd mot Hellerström.
För att överse byggandet av rådhuset flyttade Hellerström 1892 med sin familj till Helsingborg och 1893 blev han suppleant i stadens byggnadsnämnd. Han var under lång tid en av stadens mest anlitade arkitekter och fick bland annat rita stadens nya läroverksbyggnad och flera andra stora skolbyggnader, så som Slottsvångsskolan och Gustav Adolfskolan, men även flerbostadshus och villor. Vid Frohms ledigheter vikarierade Hellerström som stadsarkitekt och när Frohm drog sig tillbaka 1903 tog Hellerström över tjänsten. 
Vid sidan av sitt arbete som stadsarkitekt fortsatte han dock att ta andra uppdrag, men 1912 beslöts det av staden att stadsarkitekten inte fick bedriva privat arkitektverksamhet inom stadens område. Han ritade dock fortfarande flera byggnader utanför sitt uppdrag som stadsarkitekt, då i andra städer, främst Lund. Han drog sig tillbaka från stadsarkitektämbetet med pension 1928 och efterträddes av Arvid Fuhre.

## Bilder, verk i urval

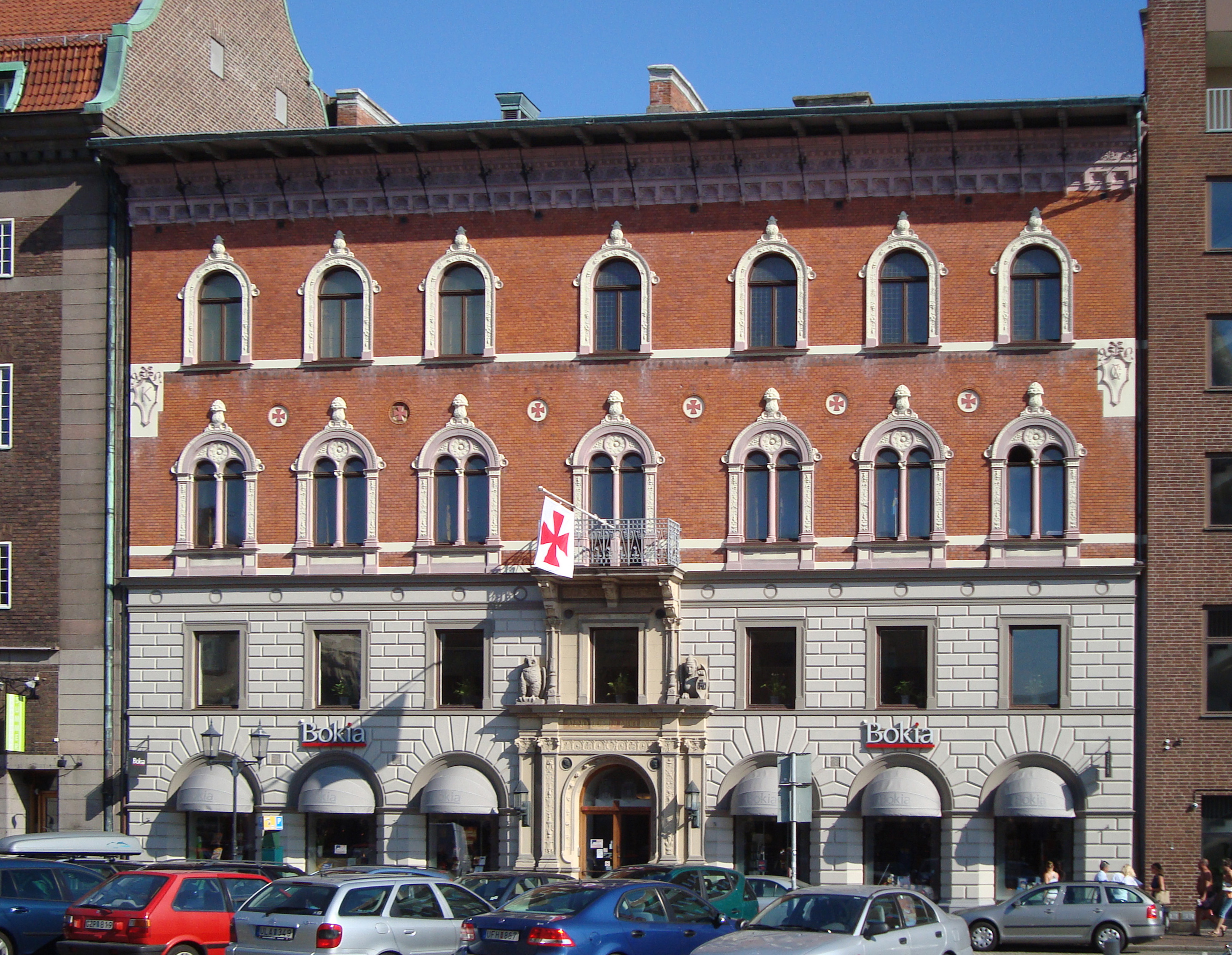
Frimurarhuset, Helsingborg (1890).
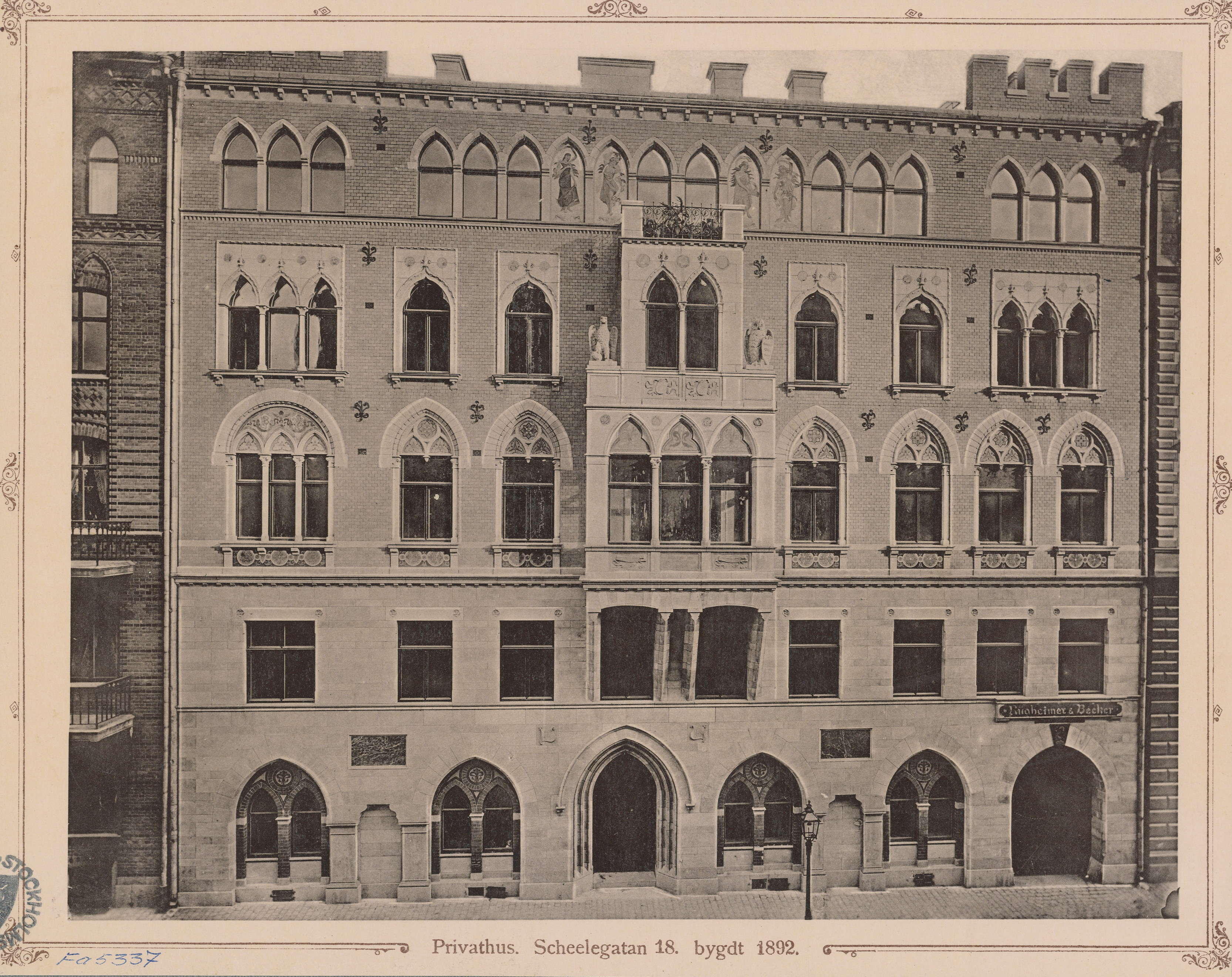
Pagen 14, Stockholm (1892).
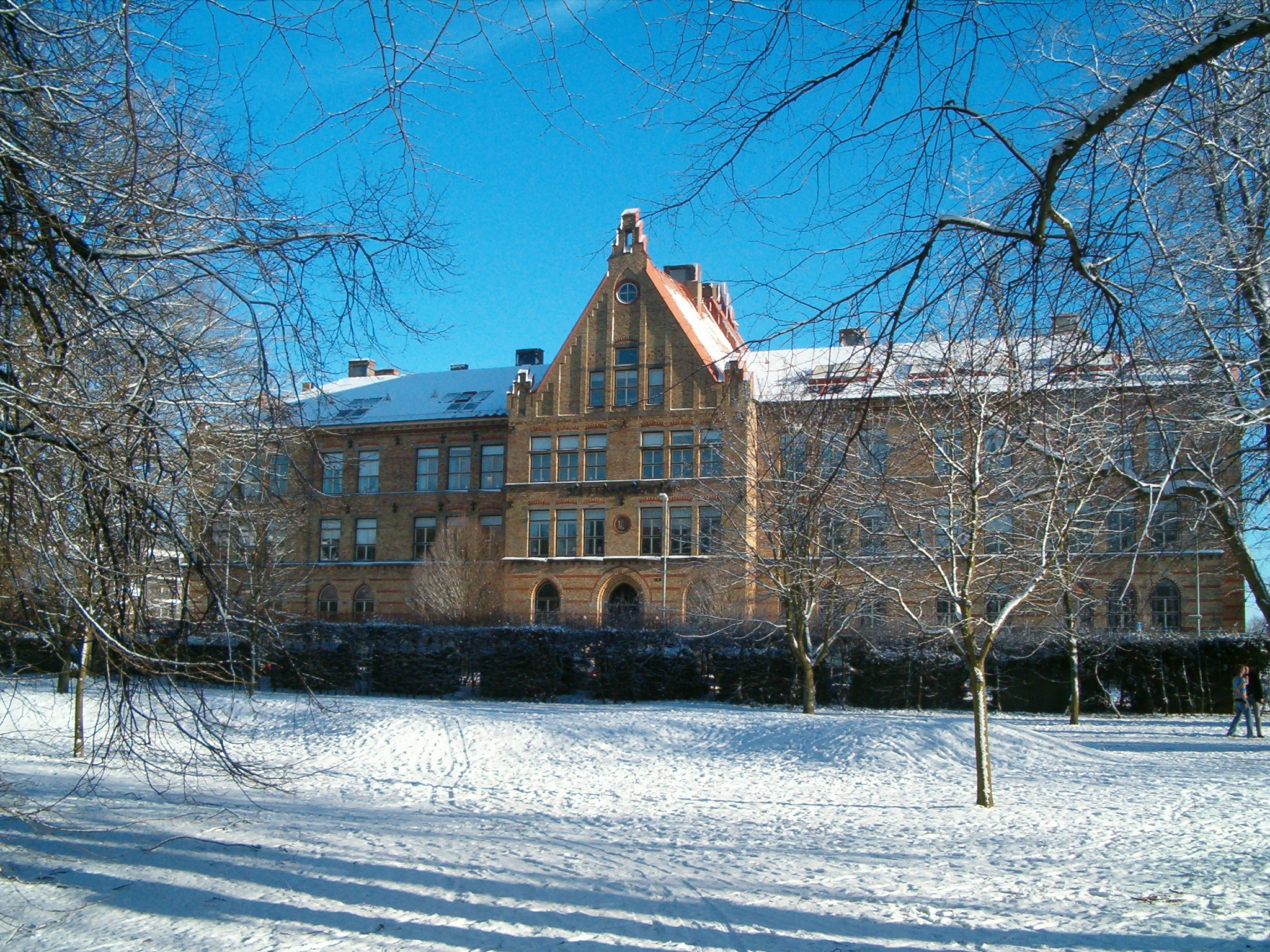
Slottsvångsskolan, Helsingborg (1892).
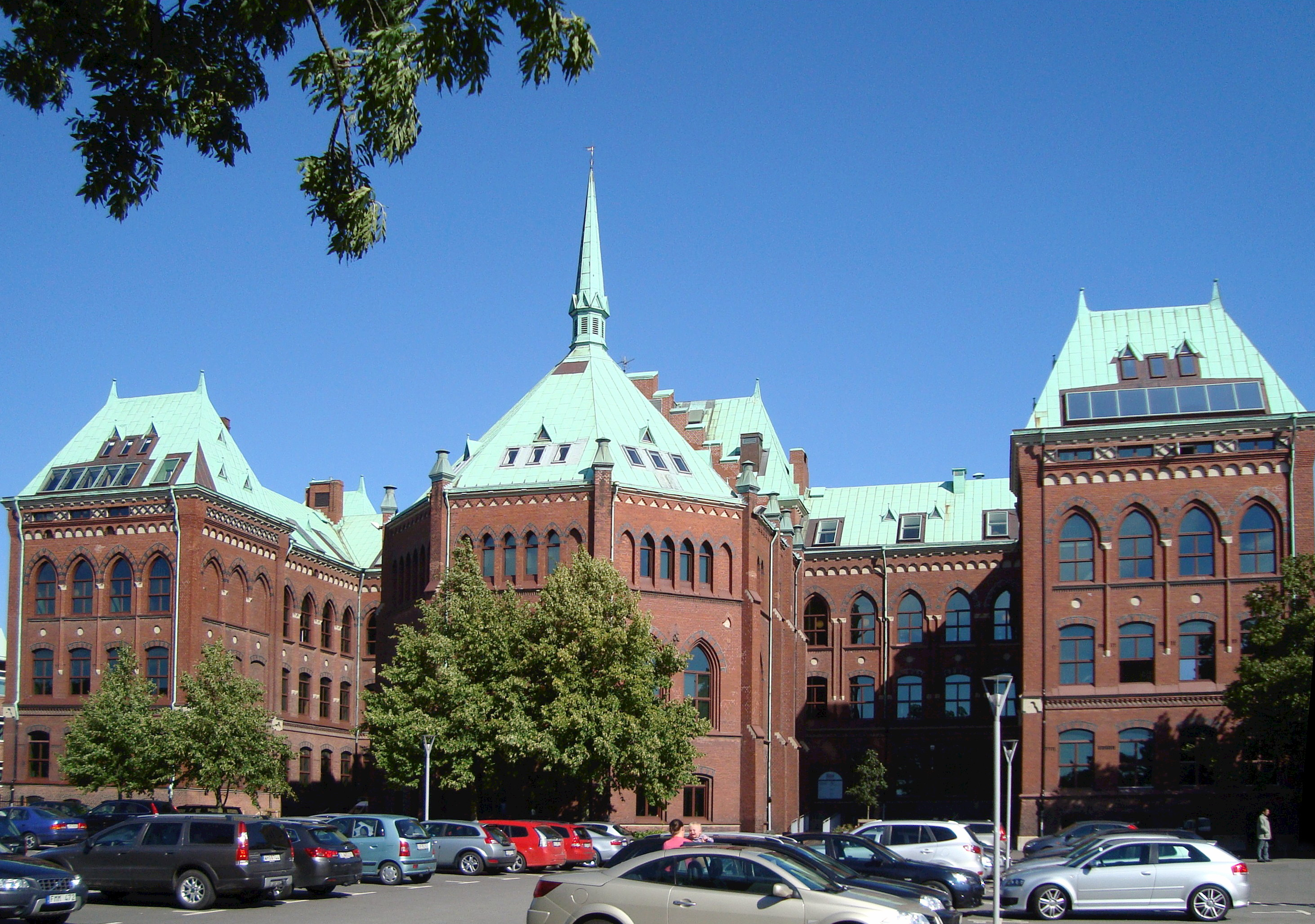
Gossläroverket, Helsingborg (1893).
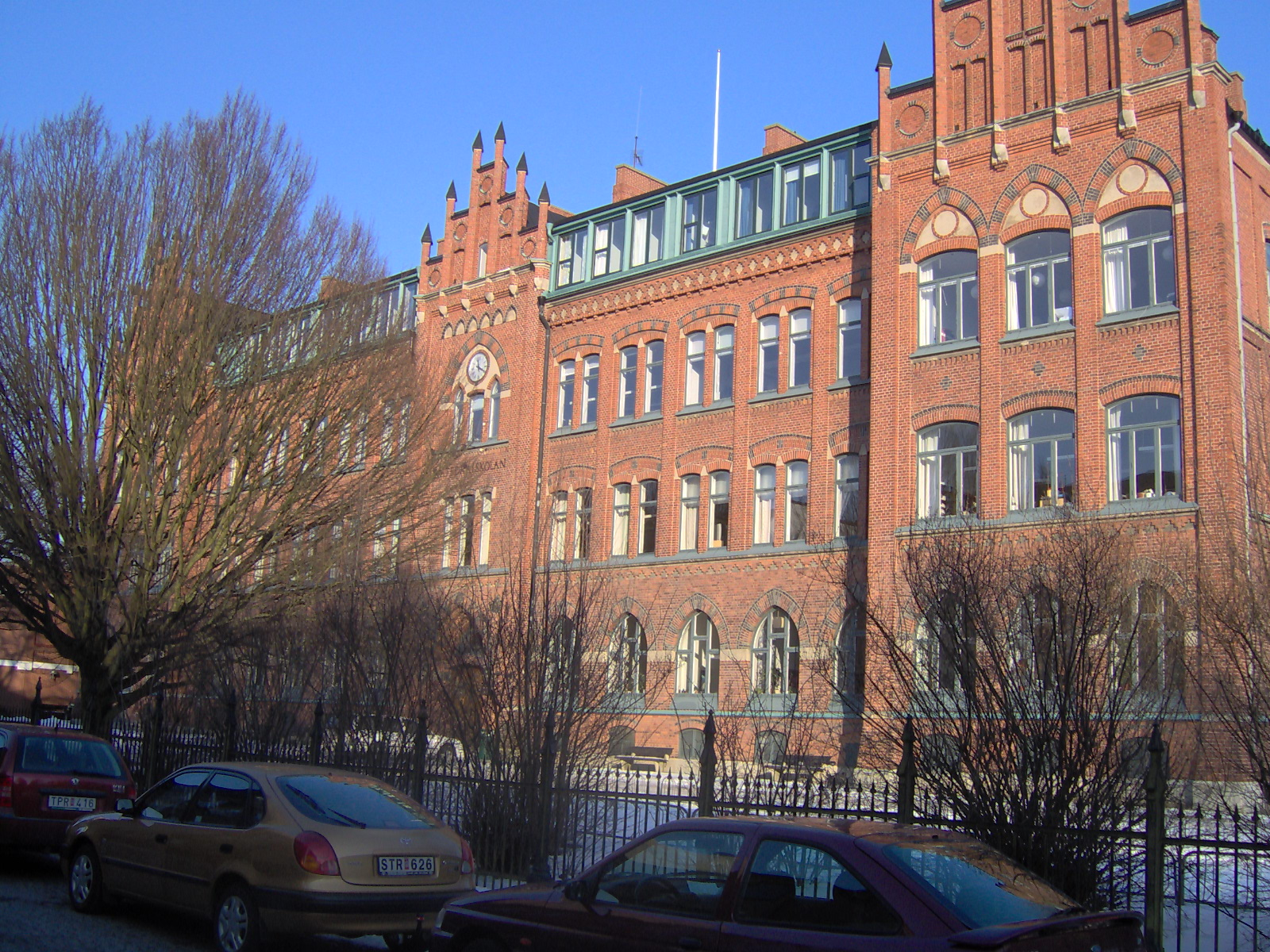
Katedralskolan, Lund (1895).
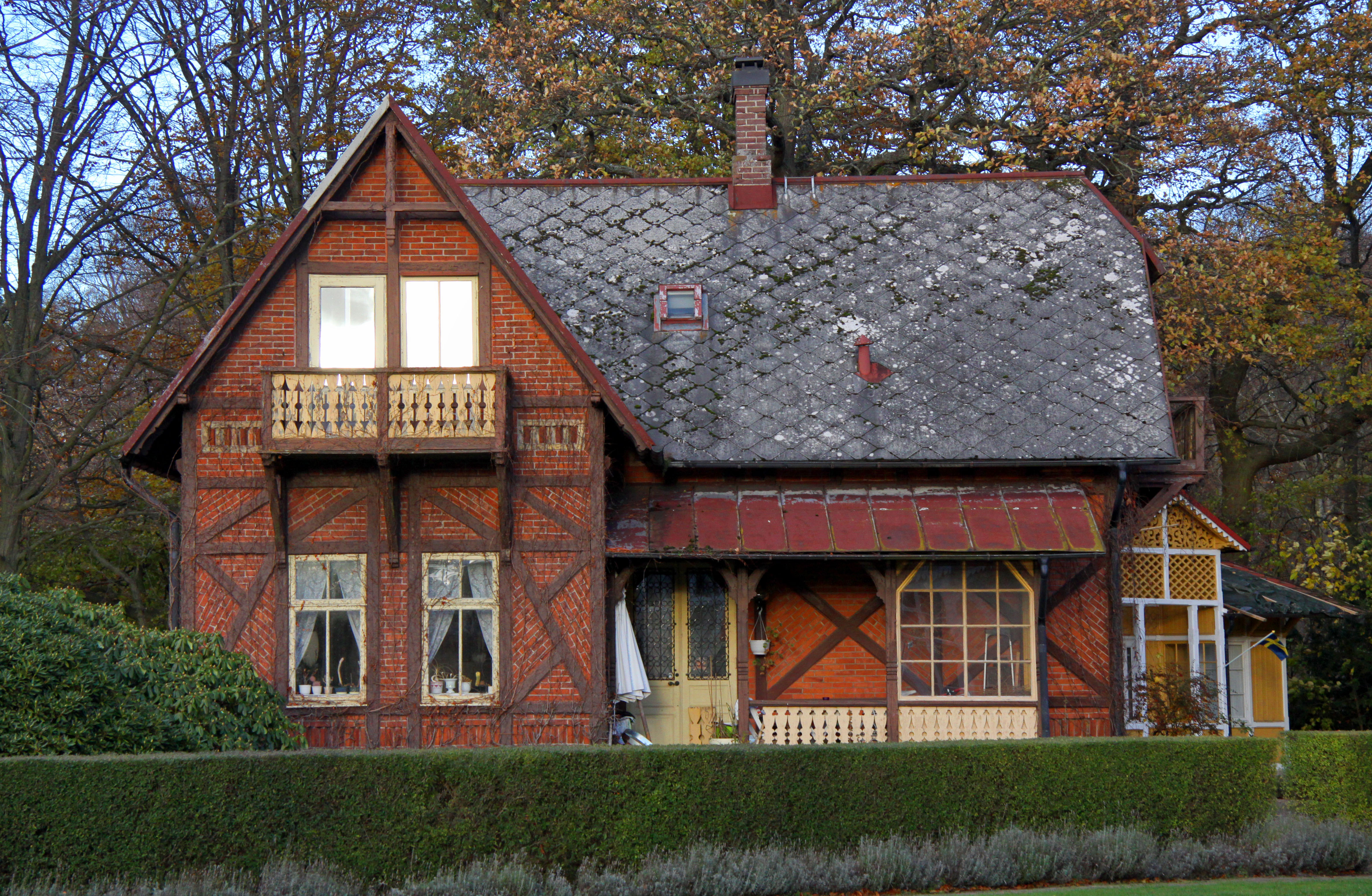
Villa Linnéa, Helsingborg (1896).
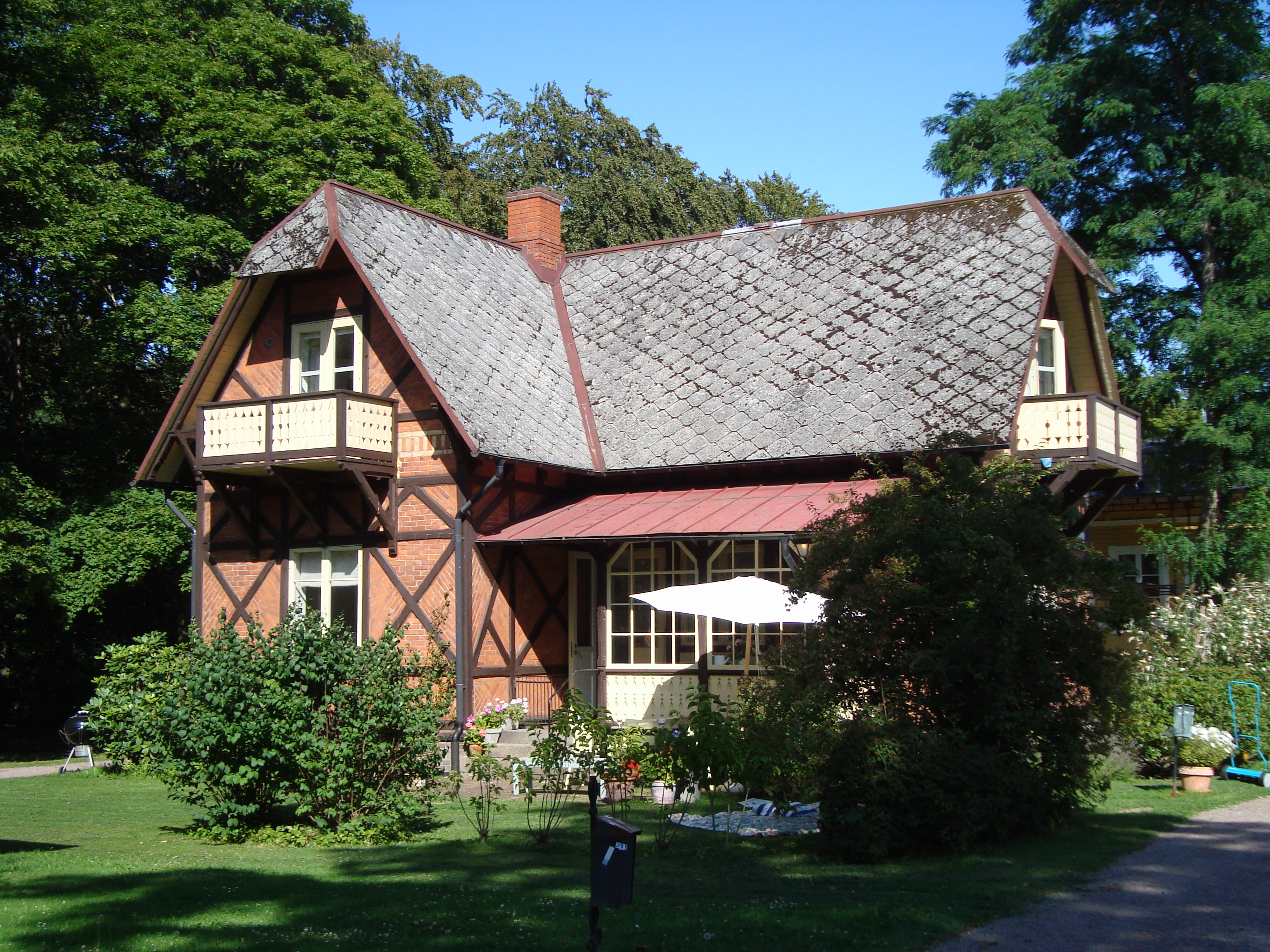
Villa Veronika, Helsingborg (1896).
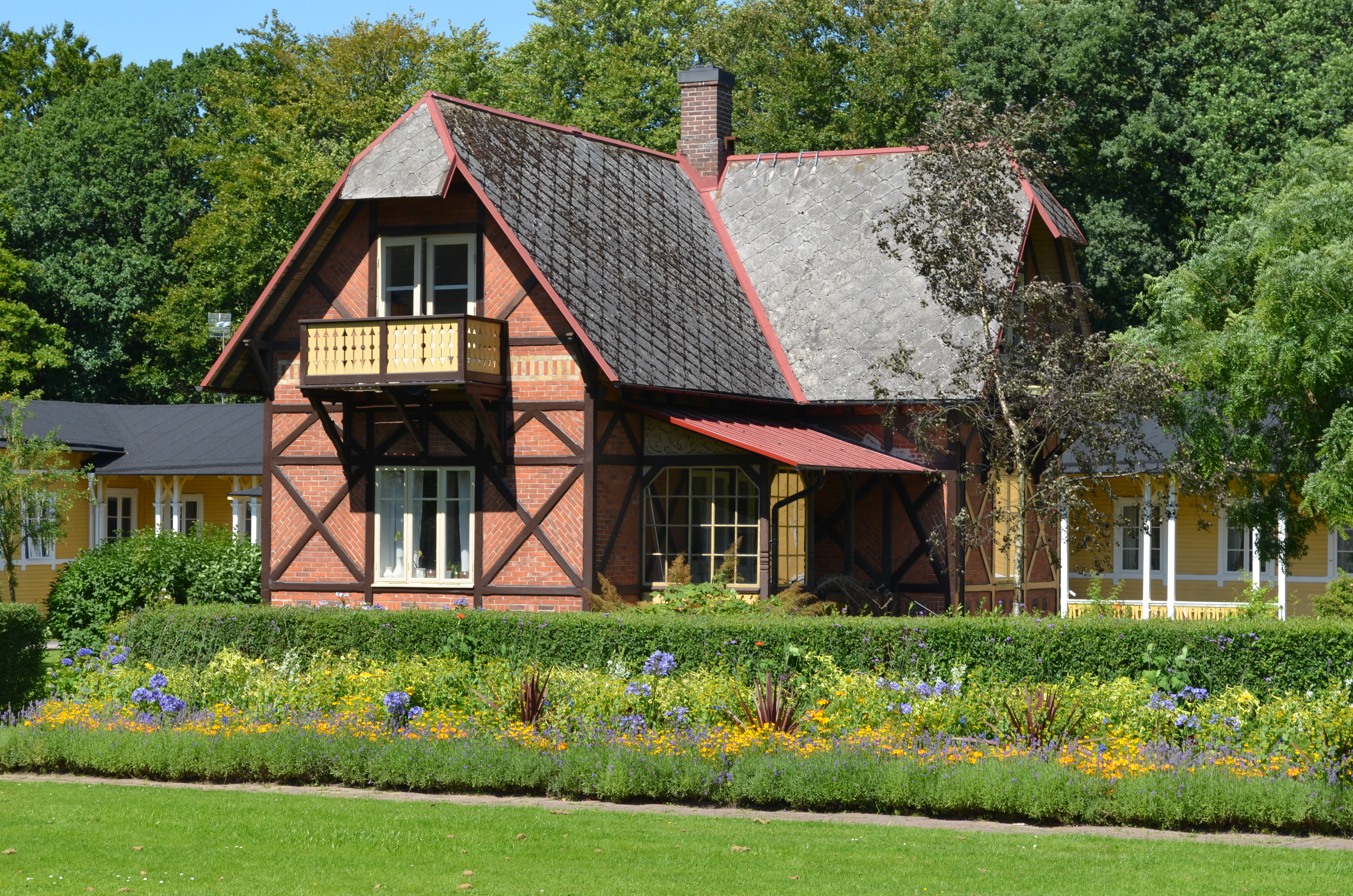
Villa Viola, Helsingborg (1896).
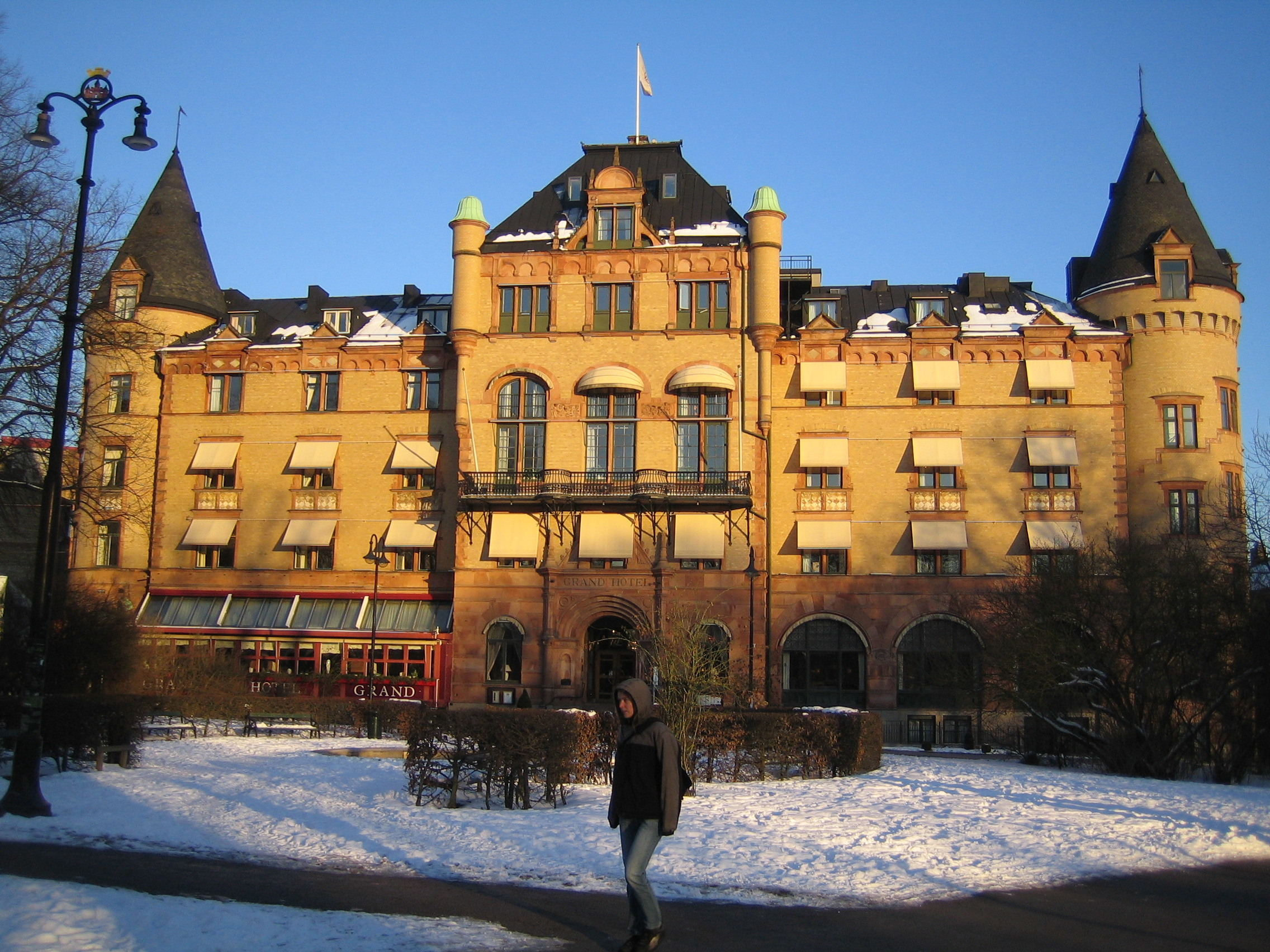
Grand Hotel, Lund (1899).
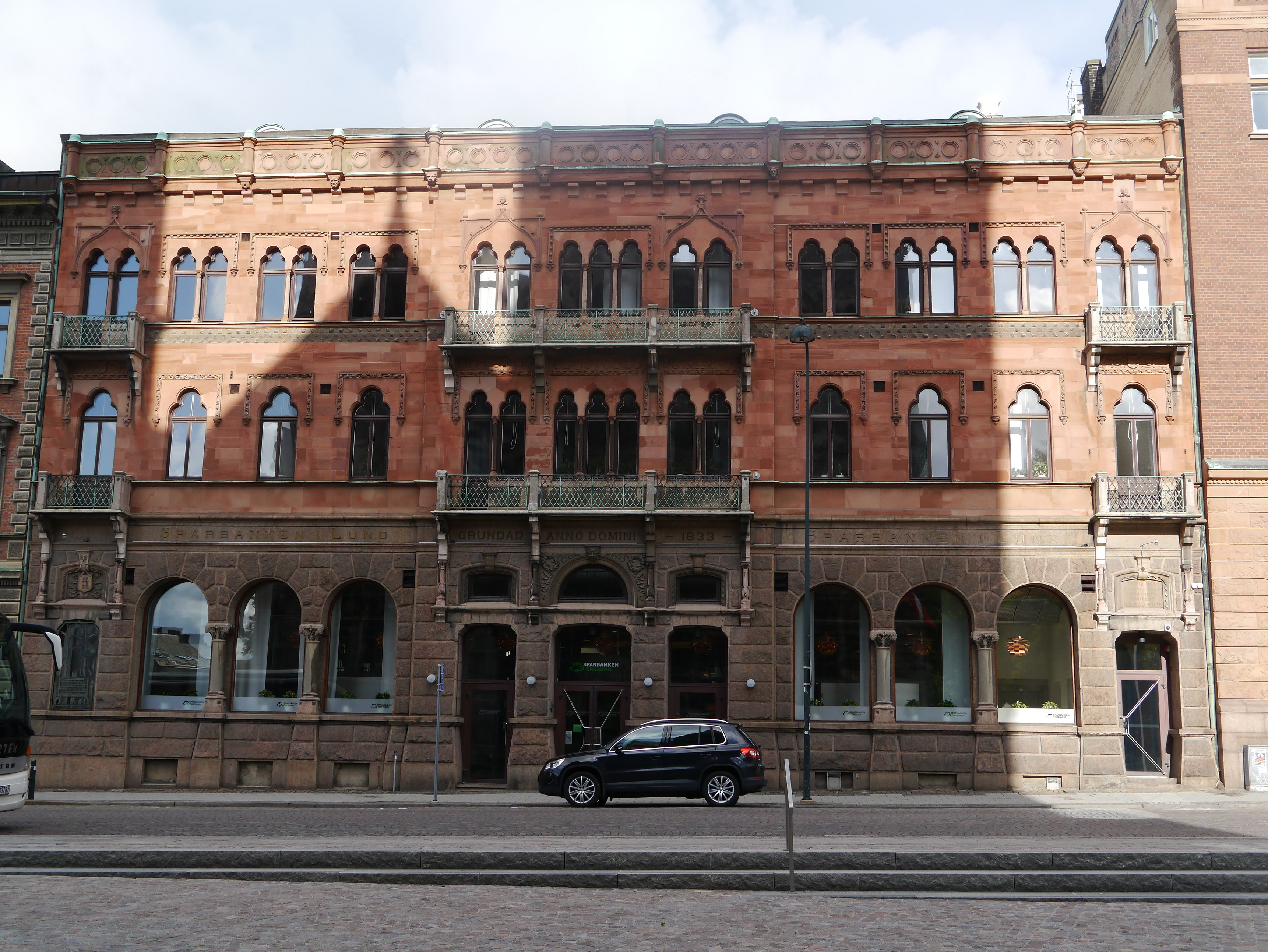
Gamla sparbanken, Lund (1899).
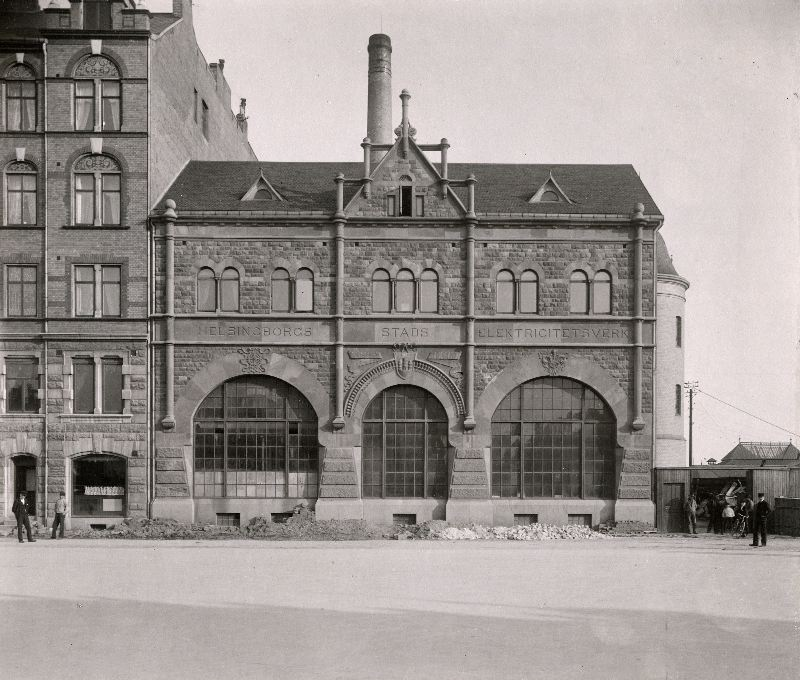
Gamla elverket, Helsingborg (1900).
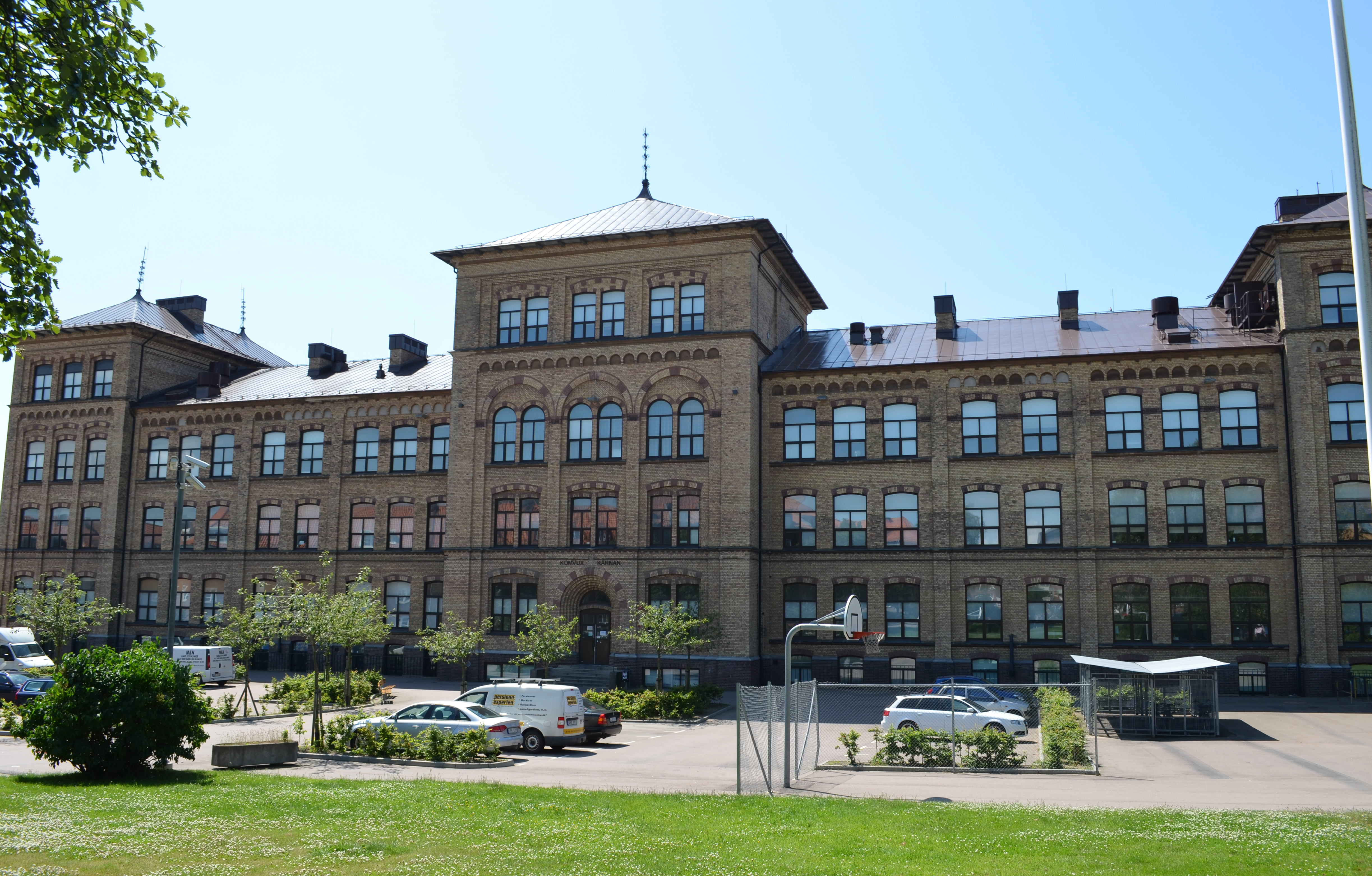
Gustav Adolfsskolan, Helsingborg (1900).
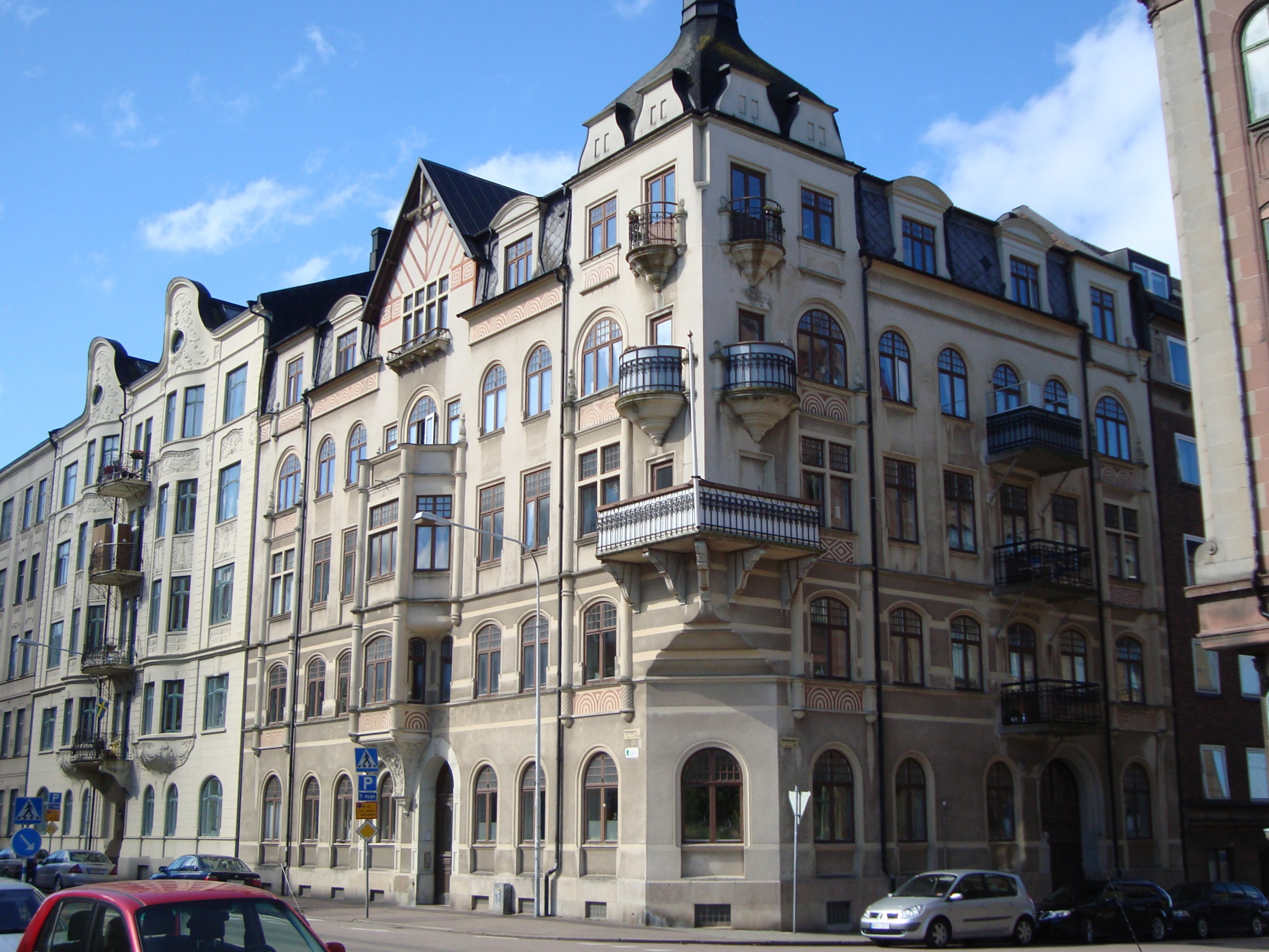
Drottninggatan 59, Helsingborg (1902).
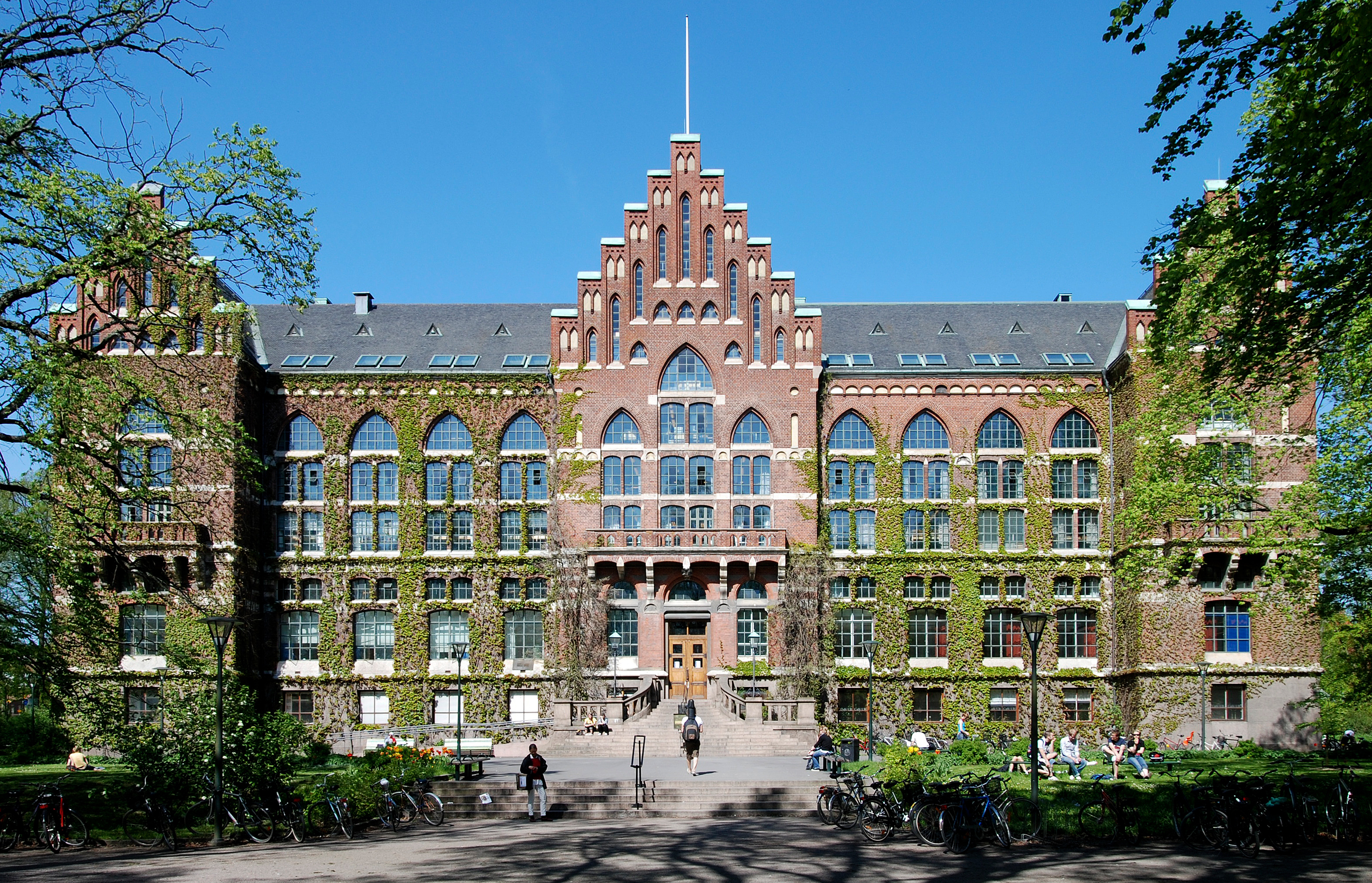
Lunds universitetsbibliotek (1902).
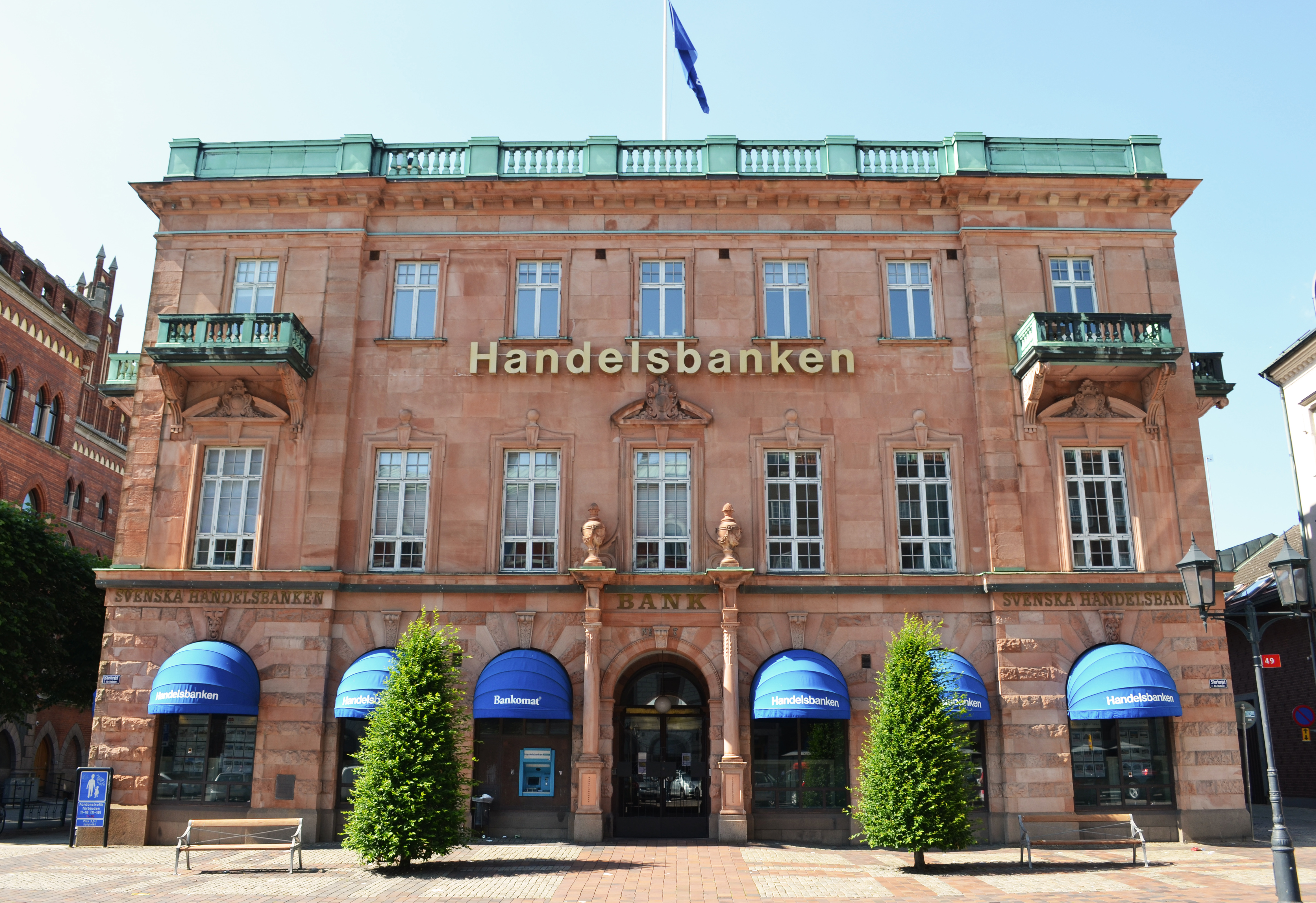
Handelsbankshuset, Helsingborg (1904).
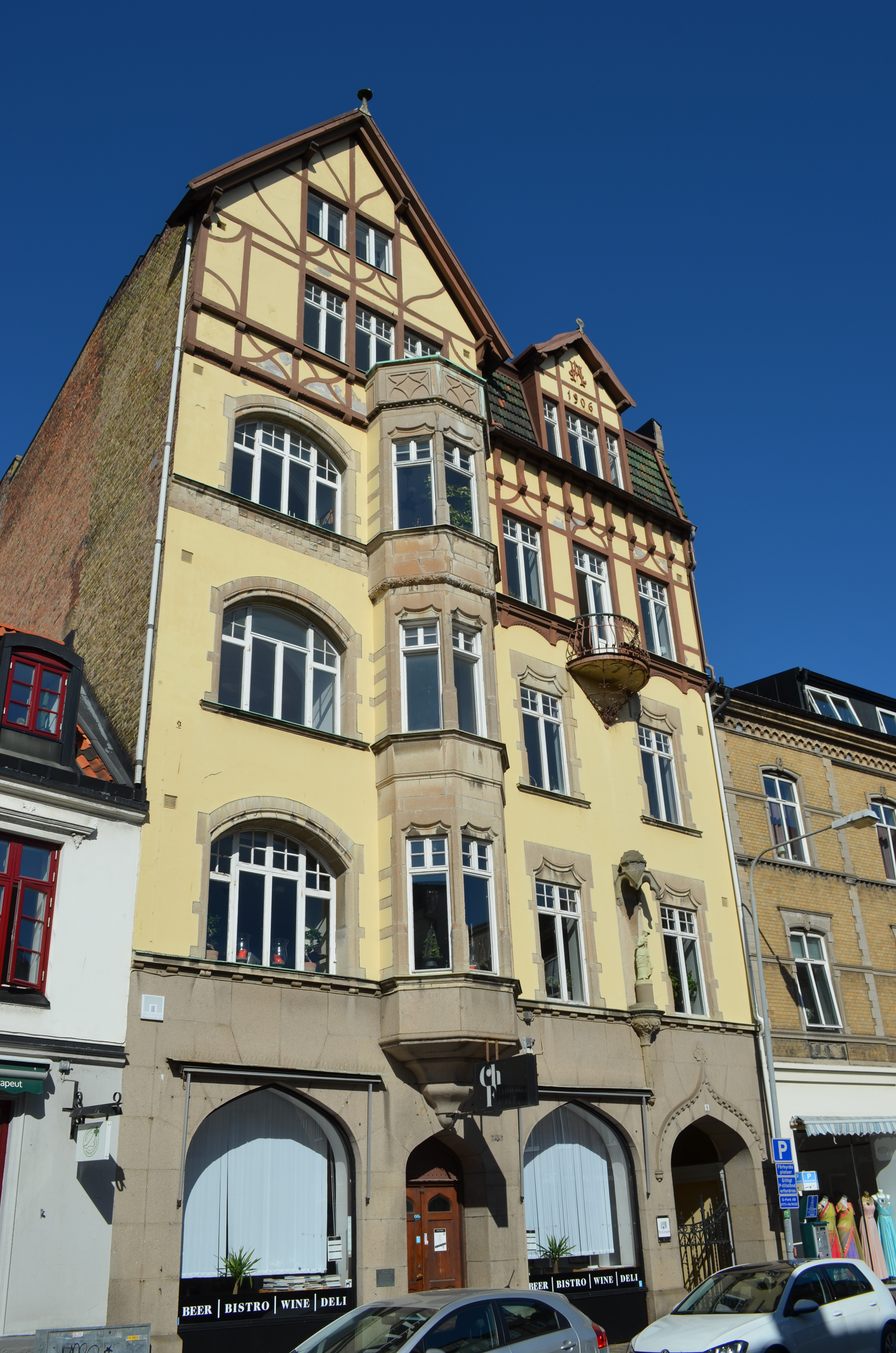
Södra Storgatan 19, Helsingborg (1906).
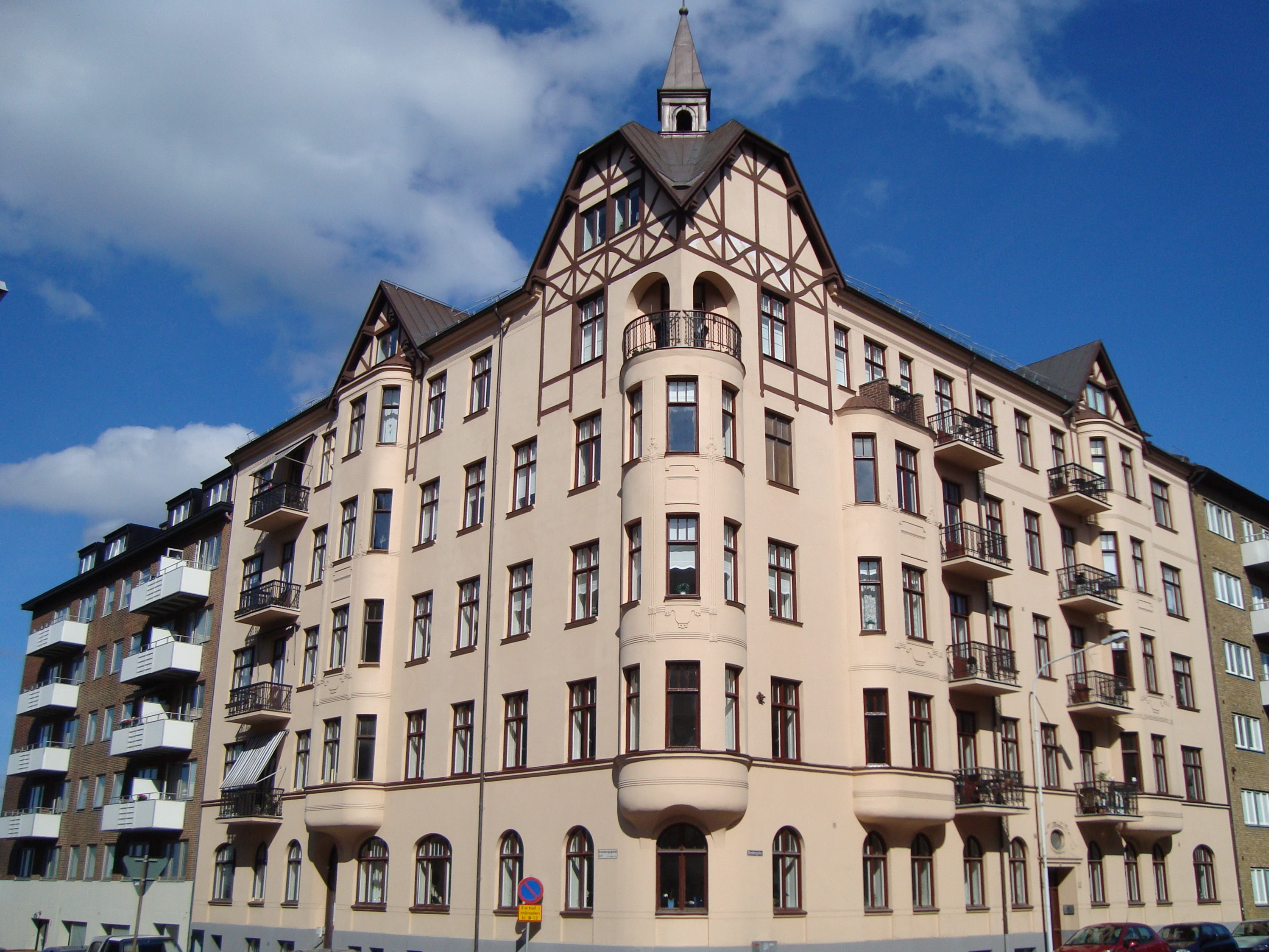
Drottninggatan 51 - Kronborgsgatan 3, Helsingborg (1908).
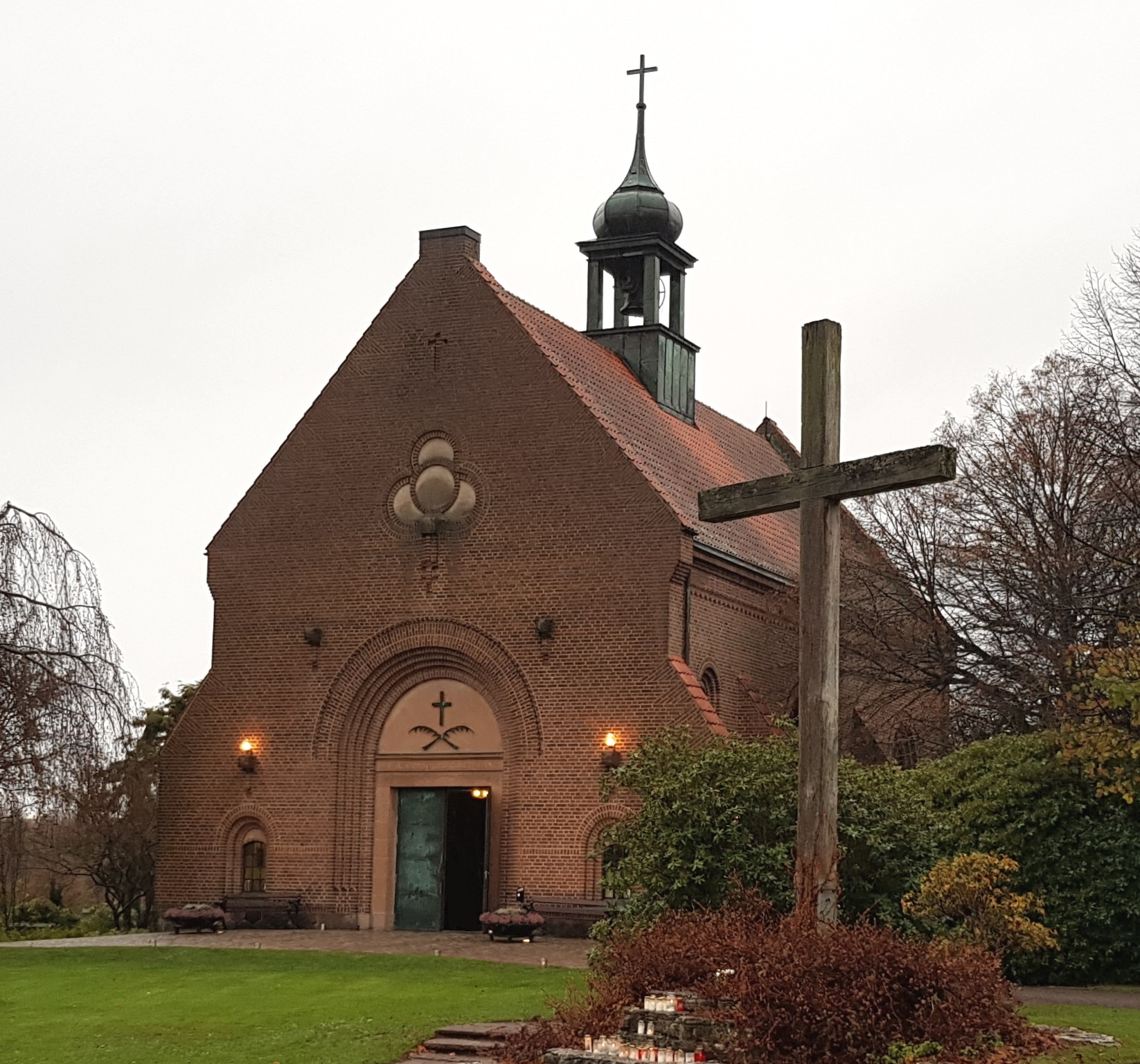
Pålsjö kapell, Helsingborg (1910).
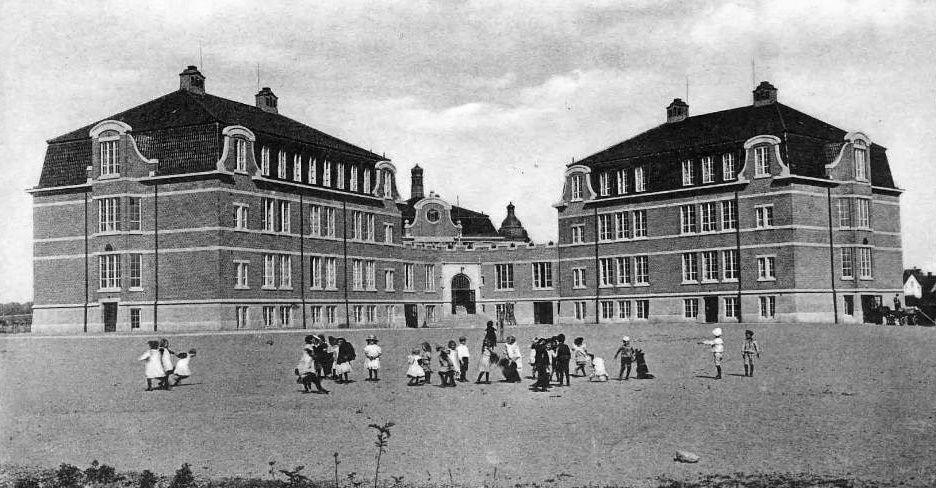
Magnus Stenbocksskolan, Helsingborg (1912).
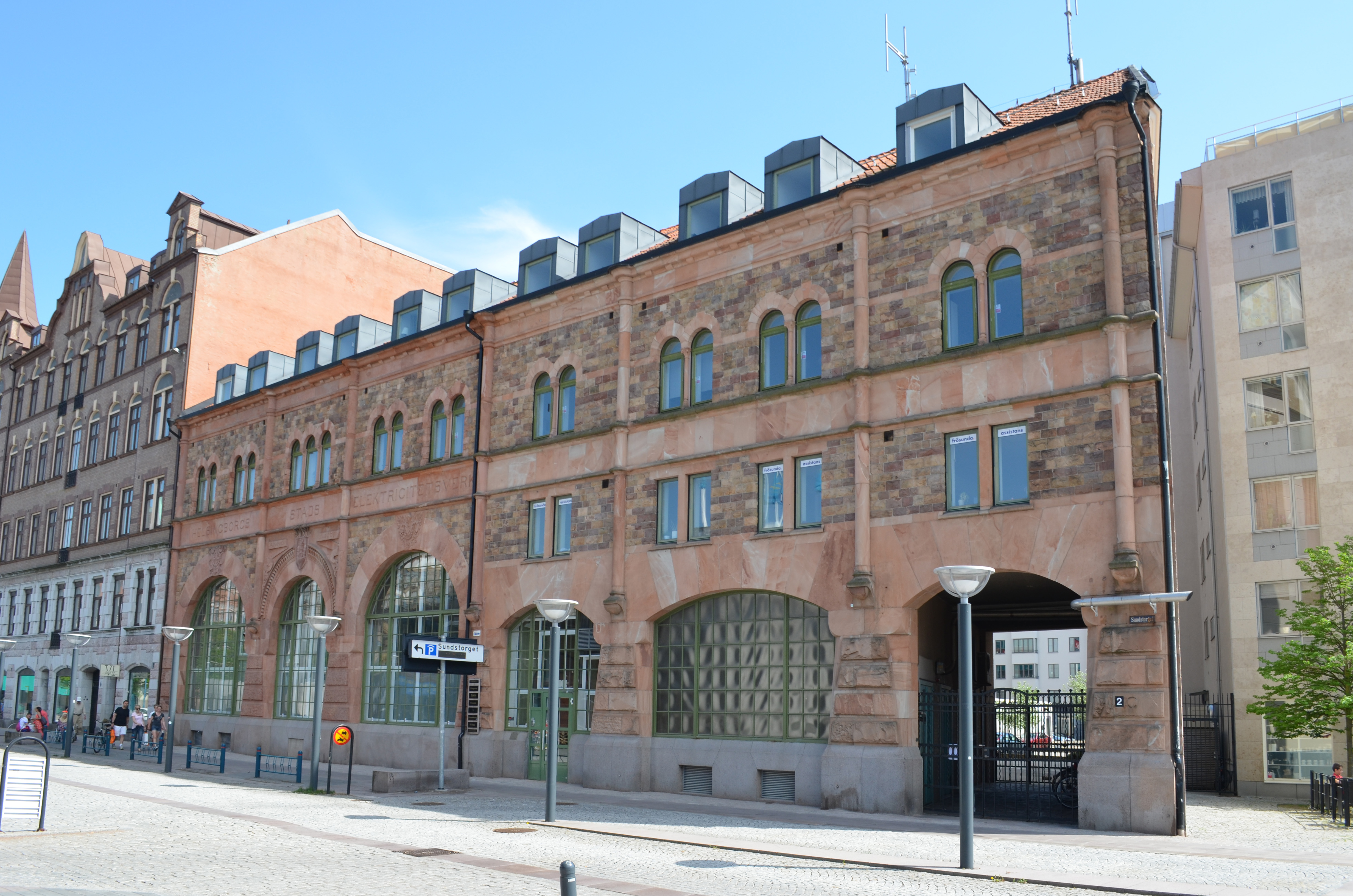
Gamla elverket, Helsingborg (1914).
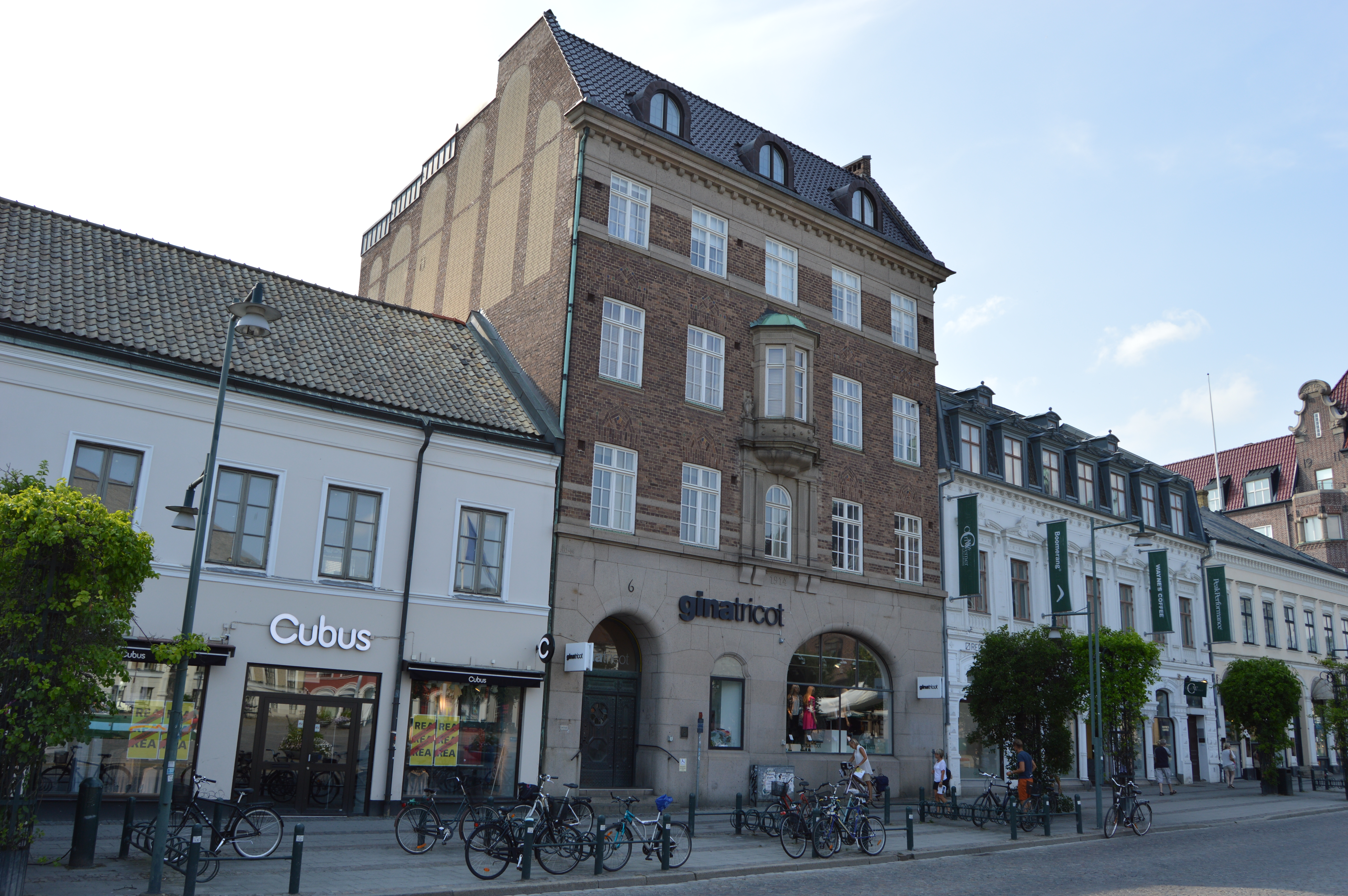
Nya sparbanken, Lund (1914).
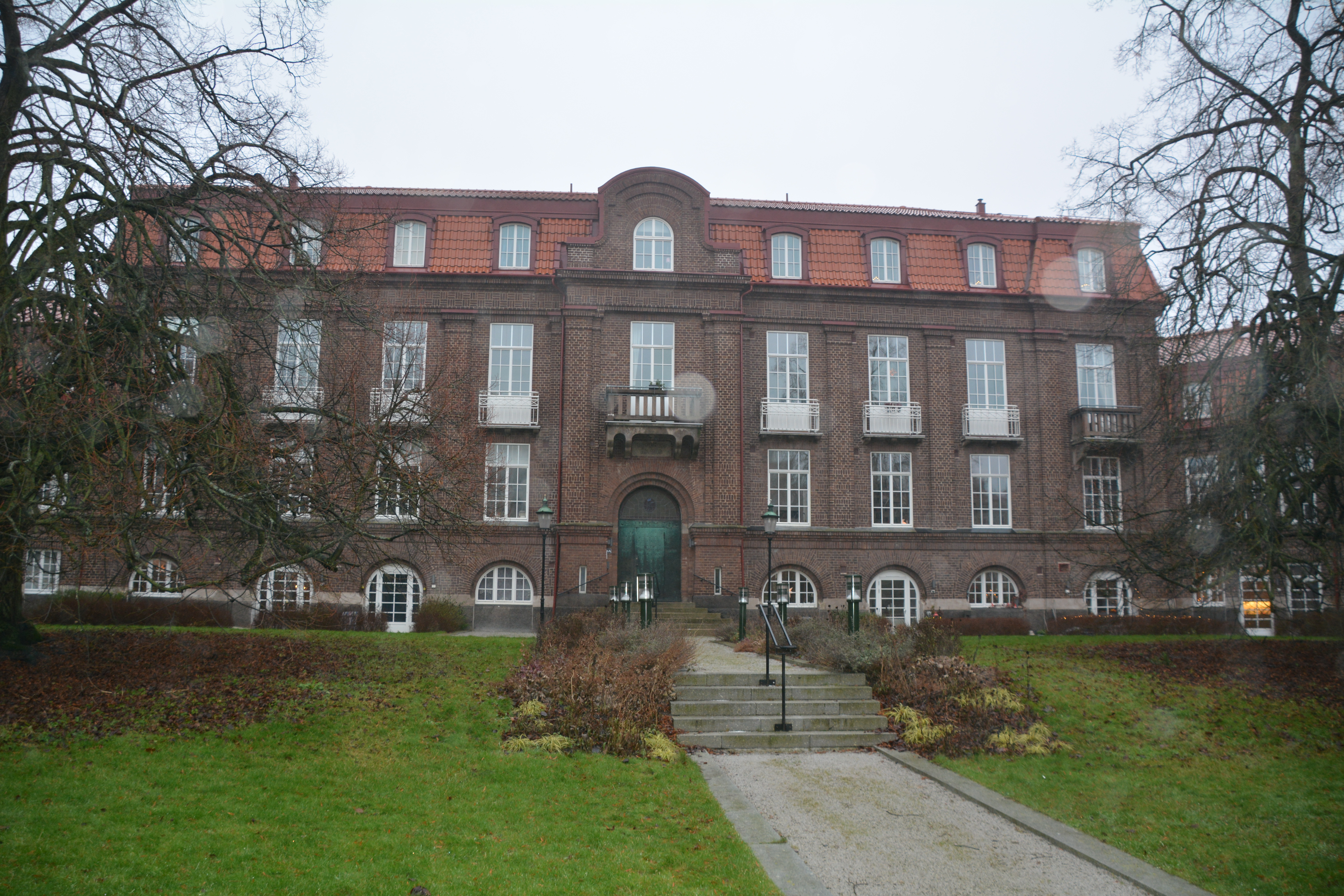
Ribbingska sjukhemmet, Lund (1915).
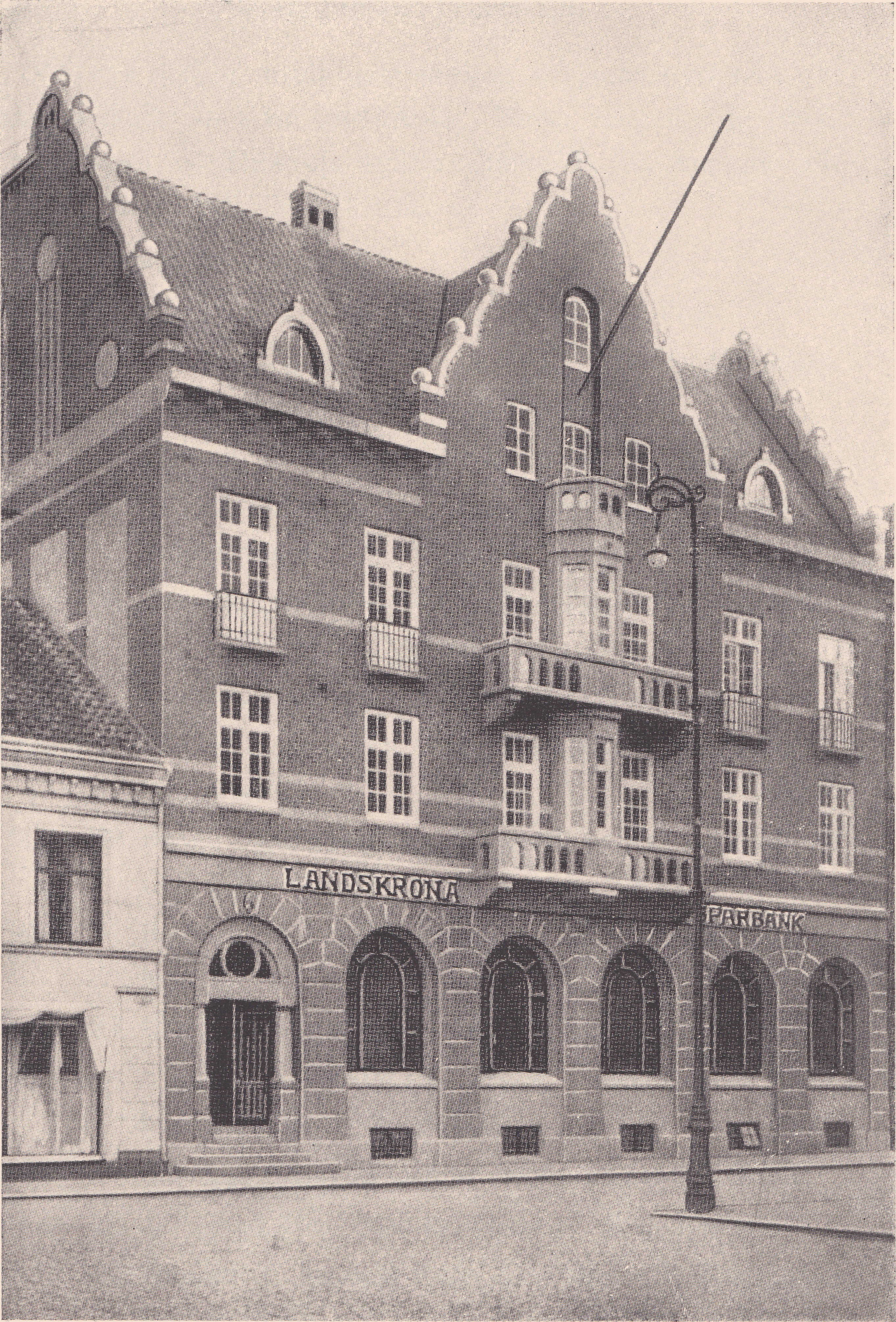
Sparbanken, Landskrona (1917).

## Verkförteckning
| Byggnad                              | Uppförd    | Nuvarande adress                                  | Kommentar                                                                                   |
| ------------------------------------ | ---------- | ------------------------------------------------- | ------------------------------------------------------------------------------------------- |
| Frimurarhuset                        | 1890       | Stortorget 4, Helsingborg                         | Endast fasaden mot Stortorget.                                                              |
| Slottsvångsskolan                    | 1890–1892  | Bergaliden 24, Helsingborg                        |                                                                                             |
| Flerbostadshus                       | 1892       | Birger Jarlsgatan 16, Stockholm                   | Rivet, ersatt av biograf Spegeln (färdigställd 1935).                                       |
| Pagen 14 (flerbostadshus)            | 1892       | Scheelegatan 24, Stockholm                        | Blåklassad av Stadsmuseet i Stockholm                                                       |
| Helsingborgs rådhus                  | 1892–1897  | Helsingborg                                       |                                                                                             |
| Kärnan                               | 1893–1894  | Slottshagen, Helsingborg                          | Restaurering                                                                                |
| Högre Allmänna Läroverket för Gossar | 1893–1898  | Bergaliden 11, Helsingborg                        | Byggnaden hyste tidigare Nicolaiskolan, men är numera en kontorsbyggnad.                    |
| Luggude härads sparbank              | 1895       | Mörarp                                            |                                                                                             |
| Katedralskolan                       | 1895–1896  | Stora Södergatan 22, Lund                         |                                                                                             |
| Gamla sparbanken                     | 1895–1899  | Kyrkogatan 7, Lund                                |                                                                                             |
| Villa Linnéa                         | 1896       | Brunnsparken, Helsingborg                         |                                                                                             |
| Villa Veronika                       | 1896       | Brunnsparken, Helsingborg                         |                                                                                             |
| Villa Viola                          | 1896       | Brunnsparken, Helsingborg                         |                                                                                             |
| Sankta Maria kyrka                   | 1898       | Mariagatan, Helsingborg                           | Restaurering                                                                                |
| Grand Hotel                          | 1898–1899  | Bantorget 1, Lund                                 |                                                                                             |
| Gustav Adolfskolan                   | 1898-1900  | Magistergatan 2, Helsingborg                      | Byggmästare: Olof Andersson och Theodor Ljungberg. Byggherre: Helsingborgs stadsförsamling. |
| Gamla Elverket                       | 1900, 1914 | Sundstorget 2, Helsingborg                        | Uppfördes i två etapper. Är numera kontorslokaler.                                          |
| Saluhall                             | 1901       | Sundstorget, Helsingborg                          | Riven                                                                                       |
| Hilltorp Norra 7 (flerbostadshus)    | 1902       | Drottninggatan 59, Helsingborg                    |                                                                                             |
| Handelsbankshuset                    | 1904       | Stortorget 7, Helsingborg                         |                                                                                             |
| Bank AB Södra Sverige                | 1905       | Adelgatan 5, Malmö                                |                                                                                             |
| Högre Allmänna Läroverket            | 1906       | Gymnasiegatan, Halmstad                           |                                                                                             |
| Minerva 3 (flerbostadshus)           | 1906       | Södra Storgatan 19, Helsingborg                   | Med Helsingborgs första bostadshiss.                                                        |
| Hilltorp Södra 4 (flerbostadshus)    | 1908       | Drottninggatan 51 - Kronborgsgatan 3, Helsingborg |                                                                                             |
| Lunds universitetsbibliotek          | 1902–1907  | Helgonabacken, Lund                               |                                                                                             |
| Karl XI Norra                        | 1907–1908  | Bruksgatan 19, Karlsgatan 1 A-B                   | Byggmästare: Anders.J.Wilson; byggherre: Fastighetsbolaget Carolus                          |
| Stadshotellet i Sölvesborg           | 1909       | Järnvägsgatan 8, Sölvesborg                       |                                                                                             |
| Olympiaverket                        | 1909–1910  | Helsingborg                                       |                                                                                             |
| Kungshults sjukhem                   | 1910       | Helsingborg                                       |                                                                                             |
| Pålsjö kapell                        | 1910       | Senderödsvägen, Helsingborg                       |                                                                                             |
| Stenströms skjortfabrik              | 1911       | Springpostgränden 3, Helsingborg                  |                                                                                             |
| Magnus Stenbocksskolan               | 1912       | Hjalmar Forsbergs gata 2, Helsingborg             |                                                                                             |
| Nya Sparbanken                       | 1913–1914  | Stortorget 6, Lund                                |                                                                                             |
| Ribbingska sjukhemmet                | 1913–1915  | Lund                                              |                                                                                             |
| Sölvesborgs sparbank                 | 1915       | Södergatan 17, Sölvesborg                         |                                                                                             |
| Landskrona sparbank                  | 1916–1917  | Rådhustorget 9, Landskrona                        |                                                                                             |
| Barnbördshuset                       | 1923       | Helsingborg                                       | Rivet                                                                                       |